# National Basketball Association 1983-1984
La stagione della National Basketball Association 1983-1984 fu la 38ª edizione del campionato NBA. La stagione si concluse con la vittoria dei Boston Celtics, che sconfissero i Los Angeles Lakers per 4-3 nelle finali NBA.

## Squadre partecipanti
- Atlanta Hawks
- Boston Celtics
- Chicago Bulls
- Cleveland Cavaliers
- Dallas Mavericks
- Denver Nuggets
- Detroit Pistons
- G.S. Warriors
- Houston Rockets
- Indiana Pacers
- K.C. Kings
- L.A. Lakers
- Milwaukee Bucks
- N.J. Nets
- N.Y. Knicks
- Phoenix Suns
- Philadelphia 76ers
- Portland T. Blazers
- San Antonio Spurs
- San Diego Clippers
- Seattle S.Sonics
- Utah Jazz
- Washington Bullets

## Classifica finale

### Eastern Conference
| Squadra            | V  | P  | %    | GB |
| ------------------ | -- | -- | ---- | -- |
| Boston Celtics C   | 62 | 20 | 75,6 | -  |
| Philadelphia 76ers | 52 | 30 | 63,4 | 10 |
| New York Knicks    | 47 | 35 | 57,3 | 15 |
| New Jersey Nets    | 45 | 37 | 54,9 | 17 |
| Washington Bullets | 35 | 47 | 42,7 | 27 |

| Squadra             | V  | P  | %    | GB |
| ------------------- | -- | -- | ---- | -- |
| Milwaukee Bucks     | 50 | 32 | 61,0 | -  |
| Detroit Pistons     | 49 | 33 | 59,8 | 1  |
| Atlanta Hawks       | 40 | 42 | 48,8 | 10 |
| Cleveland Cavaliers | 28 | 54 | 34,1 | 22 |
| Chicago Bulls       | 27 | 55 | 32,9 | 23 |
| Indiana Pacers      | 26 | 56 | 31,7 | 24 |

### Western Conference
| Squadra           | V  | P  | %    | GB |
| ----------------- | -- | -- | ---- | -- |
| Utah Jazz         | 45 | 37 | 54,9 | -  |
| Dallas Mavericks  | 43 | 39 | 52,4 | 2  |
| Denver Nuggets    | 38 | 44 | 46,3 | 7  |
| Kansas City Kings | 38 | 44 | 46,3 | 7  |
| San Antonio Spurs | 37 | 45 | 45,1 | 8  |
| Houston Rockets   | 29 | 53 | 35,4 | 16 |

| Squadra                | V  | P  | %    | GB |
| ---------------------- | -- | -- | ---- | -- |
| Los Angeles Lakers     | 54 | 28 | 65,9 | -  |
| Portland Trail Blazers | 48 | 34 | 58,5 | 6  |
| Seattle SuperSonics    | 42 | 40 | 51,2 | 12 |
| Phoenix Suns           | 41 | 41 | 50,0 | 13 |
| Golden State Warriors  | 37 | 45 | 45,1 | 17 |
| San Diego Clippers     | 30 | 52 | 36,6 | 24 |

## Vincitore
| Campione NBA 1983-1984      |
| --------------------------- |
| Boston Celtics (15º titolo) |

## Statistiche
| Categoria          | Giocatore        | Team               | Statistiche |
| ------------------ | ---------------- | ------------------ | ----------- |
| Punti              | Adrian Dantley   | Utah Jazz          | 30.6        |
| Rimbalzi           | Moses Malone     | Philadelphia 76ers | 13.4        |
| Assist             | Magic Johnson    | L.A. Lakers        | 13.1        |
| Palle rubate       | Rickey Green     | Utah Jazz          | 2.7         |
| Stoppate           | Mark Eaton       | Utah Jazz          | 4.3         |
| Falli              | Darryl Dawkins   | N.J. Nets          | 4.8         |
| Minuti per partita | Jeff Ruland      | Washington Bullets | 41.1        |
| FG%                | Artis Gilmore    | San Antonio Spurs  | 63.1        |
| FT%                | Larry Bird       | Boston Celtics     | 88.8        |
| 3FG%               | Darrell Griffith | Utah Jazz          | 36.1        |
| Efficienza         | Adrian Dantley   | Utah Jazz          | 24.6        |

## Premi NBA
| Premio                                 | Giocatore       | Team            |
| -------------------------------------- | --------------- | --------------- |
| NBA Most Valuable Player Award         | Larry Bird      | Boston Celtics  |
| NBA Defensive Player of the Year Award | Sidney Moncrief | Milwaukee Bucks |
| NBA Rookie of the Year Award           | Ralph Sampson   | Houston Rockets |
| NBA Sixth Man of the Year Award        | Kevin McHale    | Boston Celtics  |
| NBA Coach of the Year Award            | Frank Layden    | Utah Jazz       |
| NBA Executive of the Year Award        | Frank Layden    | Utah Jazz       |
| J. Walter Kennedy Citizenship Award    | Frank Layden    | Utah Jazz       |